# 호킹의 시간 여행자를 위한 잔치

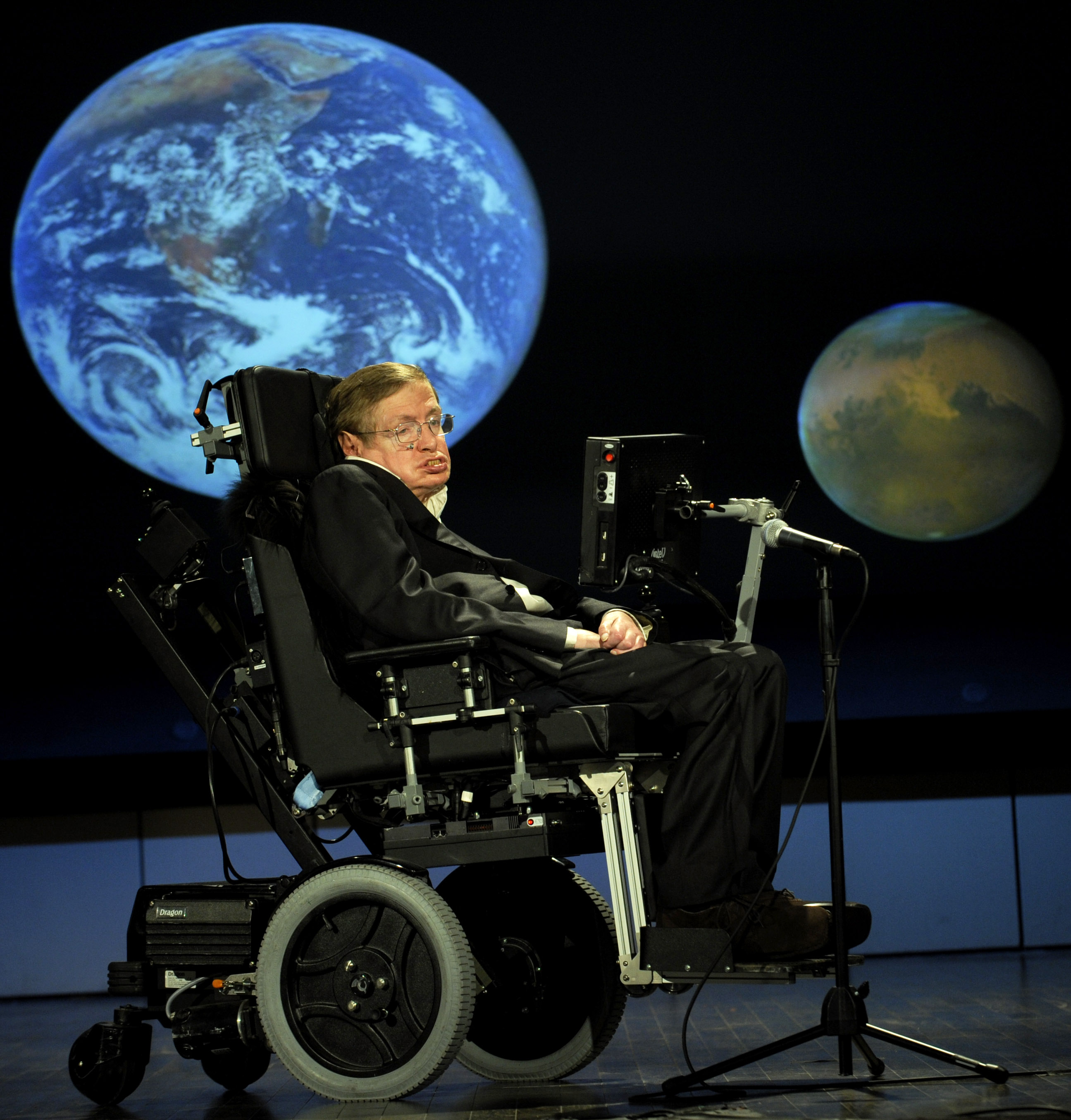
2008년 스티븐 호킹

호킹의 시간 여행자를 위한 잔치(영어: Hawking's time traveller party)는 2009년 6월 28일 영국의 천체물리학자 스티븐 호킹이 케임브리지 대학교에서 시간여행자들을 위해 연 잔치로, 내빈들을 위해 풍선과 샴페인, 간식을 준비했지만 잔치가 끝난 다음 날까지 초대장을 보내지 않았다.
잔치는 세계시 2009년 6월 28일 12:00에 트리니티가 (52° 12' 21" 북위, 0° 7' 4.7" 동경)에 있는 케임브리지 대학교 곤빌 앤 카이우스 칼리지에서 열렸다. 호킹은 잔치를 준비하면서 초대장 사본이 수천 년 동안 보존되어 있기를 소망하며 "어느 날 미래에 사는 누군가가 이 초대장을 찾아 웜홀 타임머신을 타고 내 잔치에 참석해 시간 여행이 언젠가는 가능할 것이라는 것을 증명해 줄 것"이라고 말했다.
호킹은 몇 시간 동안 기다렸지만 아무도 오지 않았다. 이후 호킹은 이 사건을 "시간 여행이 불가능하다는 실험적 증거"로 여겼다.

## 동영상
- Stephen Hawking – Time Traveller's Party - 유튜브